# Никифор II (митрополит Киевский)
Митрополит Никифор II (ум. в 1198) — митрополит Киевский (1182—1198).
Сведений о жизни и деятельности митрополита Никифора II почти не сохранилось. Известно, что по происхождению он грек.
Прибыл в Киев в 1182 году. Первые сведения о его деятельности датируются 1183 годом: 29 июля или 5 августа этого года Никифор совершил постриг в монашество новоизбранного настоятеля киевского Печерского монастыря священника Василия. Кроме того, в том же году он рукоположил в епископы ростовские грека Николая, выступив против воли князя Всеволода Юрьевича, у которого был свой кандидат на этот пост. В ходе последовавшего за этим конфликта митрополит уступил князю и отправил Николая епископом в Полоцк, а ростовским епископом сделал пользовавшегося поддержкой Всеволода Луку.
В 1194 году проводил церемонию возведения на киевский великокняжеский стол Рюрика Ростиславича.
В 1195 году предотвратил кровопролитие при возникшей распре между киевским князем Рюриком и великим князем суздальским Всеволодом мудрым наставлением и советом.
В 1197 году освятил Васильевскую церковь на Новом дворе.

Управлял Киевской митрополией до своей кончины в 1198 году.

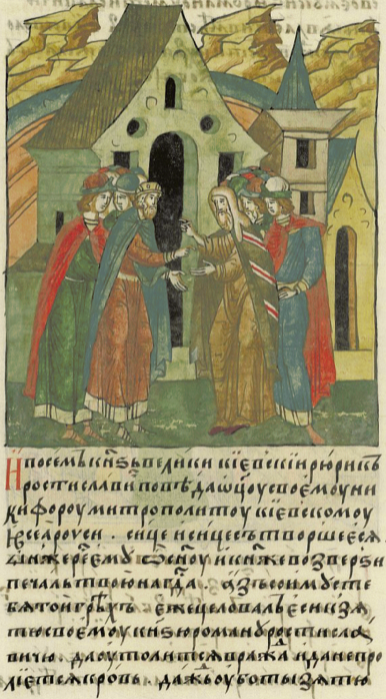
Совет Рюрика Ростиславича и Никифора II